# Studioぱれっと
株式会社studioぱれっと（スタジオぱれっと、英: Studio Palette Co., Ltd.）は、日本のアニメ制作会社。

## 略歴

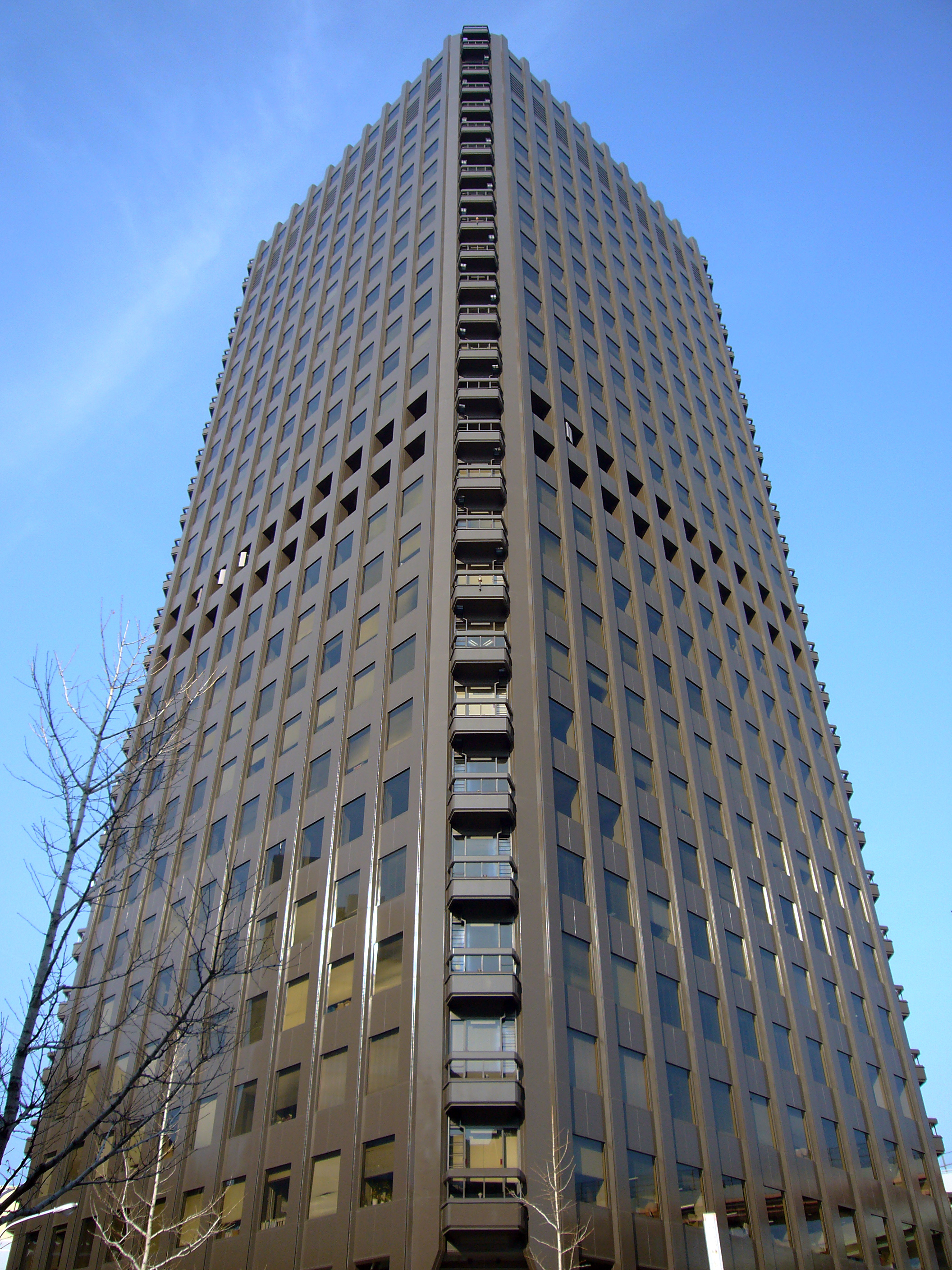
studioぱれっと KOBE greenが入居する神戸商工貿易センタービル

2018年2月、マッドハウス、日本アニメーションの制作を経てフウシオスタジオでプロデューサーを務めた齋藤友紀により設立。同時に同社の事業を引き継ぎ、事実上後継としても機能している。
2025年4月7日、兵庫県神戸市中央区浜辺通五丁目1番14号 神戸商工貿易センタービルに「studioぱれっと KOBE green」を開設。

## 作品

### テレビアニメ
| 開始年 | 放送期間         | タイトル                                                 | 監督     | アニメーション プロデューサー | 原作 | 共同制作              |
| ------ | ---------------- | -------------------------------------------------------- | -------- | ----------------------------- | ---- | --------------------- |
| 2018年 | 4月 - 2019年12月 | 少年アシベ GO! GO! ゴマちゃん                            | 近藤信宏 | 中山浩太郎 井口貴史           | 漫画 | ブリッジ シンエイ動画 |
| 2021年 | 10月 - 12月      | 世界最高の暗殺者、異世界貴族に転生する                   | 田村正文 | 清水優人 斎藤友紀             | 小説 | SILVER LINK.          |
| 2023年 | 4月 - 7月        | 神無き世界のカミサマ活動                                 | 稲葉友紀 | 斉藤友紀                      | 漫画 |                       |
| 2024年 | 7月 - 9月        | この世界は不完全すぎる                                   | 馬引圭   | 髙田祐樹 斉藤友紀             | 漫画 | 100studio             |
| 2024年 | 7月 - 2025年6月  | キミと僕の最後の戦場、あるいは世界が始まる聖戦 Season II | 稲葉友紀 | 斉藤友紀                      | 小説 | SILVER LINK.          |

### 制作協力
| 年     | タイトル                                                                  | 制作元請                      | 備考       |
| ------ | ------------------------------------------------------------------------- | ----------------------------- | ---------- |
| 2018年 | カードキャプターさくら クリアカード編                                     | マッドハウス                  | 第6・17話  |
| 2020年 | 痛いのは嫌なので防御力に極振りしたいと思います。                          | SILVER LINK.                  | 第9話      |
| 2020年 | クレヨンしんちゃん                                                        | シンエイ動画                  |            |
| 2020年 | おしりたんてい                                                            | 東映アニメーション            | 第43話     |
| 2020年 | 乙女ゲームの破滅フラグしかない悪役令嬢に転生してしまった…                 | SILVER LINK.                  | 第10話     |
| 2020年 | 魔王学院の不適合者 〜史上最強の魔王の始祖、転生して子孫たちの学校へ通う〜 | SILVER LINK.                  | 第5・10話  |
| 2020年 | デカダンス                                                                | NUT                           | 第9話      |
| 2020年 | 遊☆戯☆王SEVENS                                                            | ブリッジ                      | 第17・29話 |
| 2021年 | ワールドトリガー（2ndシーズン）                                           | 東映アニメーション            | 第5話      |
| 2021年 | のんのんびより のんすとっぷ                                               | SILVER LINK.                  | 第5・9話   |
| 2021年 | 終末のワルキューレ                                                        | グラフィニカ                  | 第11話     |
| 2021年 | ワールドトリガー（3rdシーズン）                                           | 東映アニメーション            | 第7話      |
| 2021年 | ジャヒー様はくじけない!                                                   | SILVER LINK.                  | 第16話     |
| 2021年 | CUE!                                                                      | ゆめ太カンパニー グラフィニカ | 第3話      |
| 2022年 | 古見さんは、コミュ症です。                                                | オー・エル・エム              | 第18話     |
| 2022年 | アークナイツ【黎明前奏/PRELUDE TO DAWN】                                  | Yostar Pictures               | 第3話      |